# Amoria dampieria
Amoria dampieria is een slakkensoort uit de familie van de Volutidae. De wetenschappelijke naam van de soort is voor het eerst geldig gepubliceerd in 1960 door Weaver.